# Frank Southall
William Frank Southall (* 2. Juli 1904 in Wandsworth; † 5. April 1964 in Hayling Island) war ein britischer Radrennfahrer.
Mit 17 Jahren fuhr Frank Southall sein erstes Rennen. Er wurde einer der herausragenden und vielseitigsten Radsportler Großbritanniens in den 1920er und 1930er Jahren. Viermal in Folge errang er den Titel „British Best All-Rounder“, einer Jahres-Rangliste, die 1930 vom Magazin Cycling begründet wurde. In die Wertung kamen Radsportler, die an bestimmten Einzelzeitfahren über die Distanzen von 50 Meilen, 100 Meilen und 12 Stunden teilgenommen hatten. Southall stellte in diesem Wettbewerb, in dem auch ein offizieller Titel vergeben wurde, mehrfach nationale Rekorde auf.
1928 startete Southall bei den Olympischen Sommerspielen in Amsterdam und errang zwei Silbermedaillen, im olympischen Straßenrennen sowie in der Mannschaftswertung. Vier Jahre später nahm er erneut an Olympischen Sommerspielen teil. In Los Angeles wurde er Vierter im Straßenrennen, das Team belegte Platz sechs. Er startete ebenfalls in der Mannschaftsverfolgung auf der Bahn und gewann gemeinsam mit Ernest Johnson, William Gladstone Harvell und Charles Holland die Bronzemedaille.
Mehrfach fuhr Frank Southall auch bei UCI-Straßen-Weltmeisterschaften mit; bei den UCI-Straßen-Weltmeisterschaften 1926 in Mailand belegte er den elften Platz im Straßenrennen der Amateure und 1931 wurde er in Kopenhagen Siebter.
1934 wurde er Berufsfahrer mit dem erklärten Ziel, möglichst viele britische Rekorde im Zeitfahren zu verbessern.
1938 fuhr Frank Southall, ein gelernter Stuckateur, als Profi für die Hercules Cycle and Motor Company. Nach einem Jahr beendete er seine aktive sportliche Laufbahn, nahm eine Stelle im Verkauf bei Hercules an und betreute für die Firma auch weibliche Radsportler, darunter die Rekordfahrerin Eileen Sheridan.
1932 wurde Southall in das Golden Book of Cycling aufgenommen.